# Aragac
Aragac (t. Argac, orm. Արագած) – najwyższa góra Armenii w obecnych jej granicach. Jest to olbrzymi wulkan o czterech wierzchołkach wokół krateru. Najwyższy wierzchołek wznosi się na 4090 m n.p.m.. Aragac leży na północ od Równiny Ararackiej, w prowincji Aragacotn, około 50 km na północny zachód od stolicy kraju – Erywania.

## Geologia

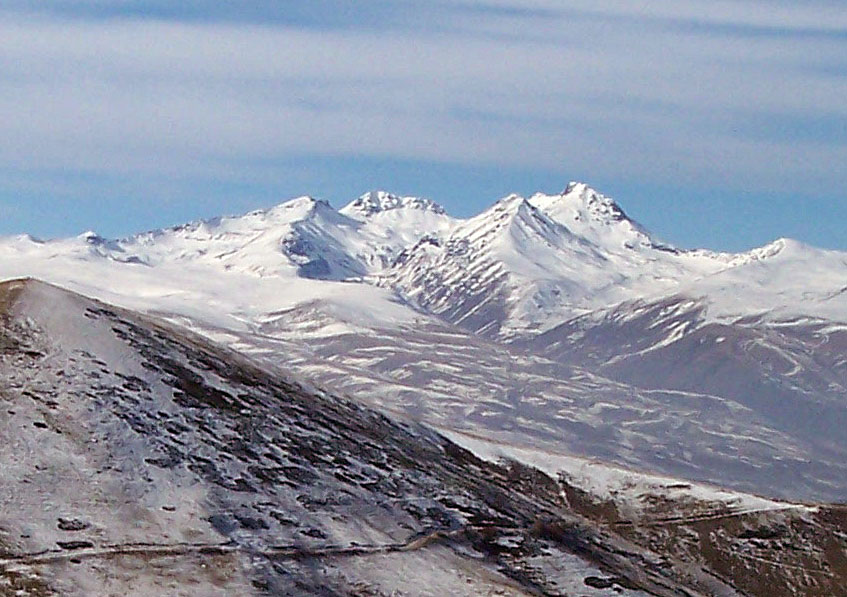
Masyw Aragac

Aragac jest szczytem pochodzenia wulkanicznego i stanowi przejaw młodego, czwartorzędowego wulkanizmu. Aragac będący stratowulkanem tworzy dość rozległy masyw w formie wielkiej, okrągłej tarczy, tworzącej stożek wulkaniczny, częściowo zniszczony na skutek erozji. Masyw budują zastygłe lawy oraz tufy z utwardzonych skał piroklastycznych. Skały wulkaniczne zalegają na znacznie starszych skałach typu osadowego.
W czasach historycznych nie zaobserwowano większej aktywności wulkanu. Początkowo uznawano, że aktywność wulkaniczna jest bardzo młoda i miała miejsce nawet w holocenie. Jednakże późniejsze, dokładne badania z wykorzystaniem izotopów argonu i potasu przesunęły główny okres aktywności wstecz, tak że obecnie przyjmuje się, że jej zasadniczy okres przypadał na środkowy i późny plejstocen.  Datowanie najpóźniejszych wylewów ze szczelin bocznych jest rozbieżne i waha się między końcem plejstocenu a około 3000 p.n.e. Przyjmuje się, że lahary mają związek z ostatnimi erupcjami, które miały miejsce być może nawet w holocenie.

## Geomorfologia
Aragac jest widoczny z daleka jako wybitny masyw górski. W skład masywu wchodzą cztery główne wierzchołki: najwyższy północny (4095 m n.p.m., zachodni (4007 m n.p.m.), wschodni (3916 m n.p.m.) i południowy (3879 m n.p.m.). Otaczają one krater o wymiarach 1,5 na 2 km, głęboki na około 400 m.  Ma również wiele kraterów pasożytniczych na wszystkich zboczach. W plejstocenie w partiach szczytowych rozwinęły się lodowce górskie.
Ściany zewnętrzne masywu opadają na ogół łagodnie, natomiast ściany wewnętrzne, otaczające krater wulkanu, są strome. Sam krater jest obecnie wypełniony śniegiem i lodem. Oprócz tego występuje kilka innych jęzorów lodowych. Zlodowacenie nie jest jednak zbyt intensywne ze względu na suchość i kontynentalny charakter klimatu. Pod koniec lata śniegi ulegają niemal całkowitemu stopnieniu.
Okolice szczytowe masywu posiadają wyraźne formy polodowcowe będące wynikiem dawniejszego, znacznie bardziej intensywnego zlodowacenia. Moreny i kary polodowcowe występują wyraźnie na obszarze około 5 km².

## Stosunki wodne
Na terenie masywu znajduje się kilka jezior polodowcowych (największe – jezioro Kari, 3207 m n.p.m., 1150 m obwodu). W okresie wiosennym i letnim z topniejących śniegów wypływają liczne potoki, zasilające w wodę suche i jałowe obszary stanowiące otoczenie masywu. W tym czasie pojawiają się też liczne lecz niezbyt wysokie wodospady. Na północnych zboczach ma źródła rzeka Kasach.

## Roślinność
Na stokach masywu występują kserofity i roślinność stepowa. W wyższych partiach ze względu na zasilanie w wodę z topniejących śniegów w okresie od późnej wiosny do jesieni masyw pokryty jest łąkami i kwiatami roślinności alpejskiej. Poniżej masywu występuje jałowa roślinność stepowa, ginąca podczas upalnego lata.

## Turystyka
Południowy wierzchołek Aragac (3879 m n.p.m.) jest stosunkowo łatwo dostępny i jest celem licznych wycieczek turystycznych, zwłaszcza latem. Jedyną trudnością jest uciążliwe podejście i wysokość. W czasie wejścia u niektórych osób wystąpić mogą objawy choroby wysokogórskiej.
Okolice szczytowe masywu ze względu na występujące urwiska skalne są terenem wspinaczkowym. Widok z wierzchołka jest bardzo rozległy. Wyróżnia się odległy o 80 km dwuwierzchołkowy masyw Araratu, pokryty wiecznym śniegiem.

## Aktywność ludzka
Otoczenie masywu jest zamieszkałe do wysokości 3000 m.  Jest to jednak teren suchy i jałowy, stąd gęstość zaludnienia jest niewielka. Na stokach masywu spotkać można dość liczne starożytne ruiny pochodzące z okresu państwa Urartu, dotychczas jeszcze słabo zbadane przez archeologów. Na południowym stoku masywu, na wysokości około 2000 metrów, znajduje się twierdza Amberd zbudowana między XI i XIII wiekiem. Na stoku tym znajduje się również Biurakańskie Obserwatorium Astrofizyczne. Aragac nie ma dla Ormian takiego znaczenia kulturowego jak wyższa o ponad 1000 metrów góra Ararat, która obecnie znajduje się na terenie Turcji.